# Ametrodiplosis urticae
Ametrodiplosis urticae är en tvåvingeart som beskrevs av Nikolai Vasilevich Kovalev 1972. Ametrodiplosis urticae ingår i släktet Ametrodiplosis och familjen gallmyggor. Inga underarter finns listade i Catalogue of Life.